# Србуље
Србуље су рукописне и штампане књиге српске редакције старословенског језика, односно старосрпског језика и ћириличког писма од почетка 5. века до прве половине 18. века. Од 18. века их смењују књиге на црквенословенском језику. Садржај књига је углавном богослужбени и теолошки и то искључиво православни.
Термин је први пут употребио Вук Стефановић Караџић 1818. године у Српском рјечнику.
Србуље представљају највећи део српског књижевног стваралаштва од почетака писмености до последњих књига писаних српскословенским током 18. века. До 14. века писане су на пергаменту, а од почетка 14. века и на хартији. Најчешће су у питању књиге за литургијску праксу, теолошка литература, монашко-аскетски списи, догматско-полемичке расправе, филозофско-теолошка дела, али и хагиографије.
Умножавање књига штамањем почело је у српској средини у држави Ђурђа Црнојевића где су у периоду од 1494. до 1496. штампане четири књиге, између осталих и прва штампана српска књига Октоих, осмогласник из 1494. године. Током 16. века србуље су штампане у Венецији, у српским манастирима у Горажду, Грачаници, Милешеви, Мркшиној цркви и Београду. У питању су књиге теолошке садржине намењене за црквену употребу.
Током 16. века србуље су штампане у Венецији, а у скромнијем броју у српским манастирима – Горажду, Грачаници, Милешеви, Мркшиној цркви, Рујну и Београду, на Цетињу и Скадру. Објављено је 39 издања српскословенских књига из српских штампарија и два из румунских.
У Библиотеци САНУ и Архиву САНУ у оквиру Старе збирке чувају се 263 старе рукописне и штампане књиге.
Највећом збирком србуља располаже Библиотека Матице српске у Новом Саду. У њеним архивима налази се 30 српскословенских издања из српских штампарија са укупно 143 примерка и једним привезом, као и два румунска издања у три примерка.
Венецијанске штампарије биле су најпродуктивније у штампању србуља. Оне су штампале српскословенске књиге од 1519. год. Штампарија Божидара Вуковића била је најактивнија и најпродуктивнија. Мењала је власнике, а трајала је више од сто година.
Штампарија у манастиру Грачаници пета је међу српским штампаријама после Црнојевићке, Вуковићке, Горажданске, Рујанске, а друга у Србији (после Рујанске). У њој је отиснута само једна књига Октоих петогласник из 1539. године. Октоих је штампан по налогу митрополита новобрдског Никанора, а штампар је монах Димитрије.
Псалтир из 1569. је прва књига Которанина Јеролима Загуровића и штампара Јакова Крајкова, пореклом из Софије. Поновљено издање Вићенца Вуковића је из 1561. године и Псалтира Божидара Вуковића из 1520. године.
Триод цветни из 1649. штампао је у Трговишту (Румунија), јеромонах Јован Светогорац по налогу кнегиње Јелене, супруге војводе влашког Матеја Басарабе.
Све наведене књиге теолошке су садржине, биле су намењене за црквену употребу. Штампана ћирилица уобличена је по узору на рукописно уставно писмо, а ликовна опрема је израђивана на основу источноправославне традиције са продором утицаја венецијанске графике.
У то време специфични услови живота под турском влашћу преместили су културни живот у манастире и цркве чија судбина тих година није била сасвим препуштена на милост и немилост отоманским освајачима. У таквим околностима манастири и храмови постали су средиште српског штампарства које је изнедрило књиге високе вредности – србуље. Толико вредне да су сврстане у сам врх европске културне баштине. .